# Chrysopīgī Devetzī
Chrysopīgī Devetzī (in greco Χρυσοπηγή Δεβετζή?, in inglese Hrysopiyí Devetzí; Alessandropoli, 2 gennaio 1976) è un'ex triplista e lunghista greca.

## Biografia
Ha ottenuto il risultato più prestigioso gareggiando in casa, alle Olimpiadi di Atene 2004. È infatti riuscita a vincere la medaglia d'argento nel salto triplo con un salto di 15.25 m. Durante le semifinali aveva realizzato un'impressionante prestazione che, se ripetuta in finale, le avrebbe valsa l'oro: 15,32 m (record nazionale, miglior salto triplo di Atene 2004, seconda misura assoluta alle Olimpiadi), misura che l'ha portata per quattro anni al terzo posto tra le migliori saltatrici di triplo di sempre alle spalle della detentrice del record Inesa Kravec' (15,50) e di Tat'jana Lebedeva (15,35).
Precedentemente aveva ottenuto il primo podio di importanza internazionale ai mondiali indoor di Budapest (medaglia di bronzo nel salto triplo con 14,73 m).
Nel 2006 è diventata vicecampionessa europea agli europei di Göteborg (15,05) e nel 2007 ha conseguito il bronzo ai mondiali di Osaka alle spalle di Yargelis Savigne e Tat'jana Lebedeva con un salto di 15,04.
Ai mondiali indoor di Valencia 2008 si è classificata seconda (15,00 m, record nazionale al coperto), superata solamente all'ultimo salto dalla cubana Savigne. Il 17 agosto 2008, ai Giochi Olimpici di Pechino ottiene il bronzo con un salto di 15,23 m alle spalle di Françoise Mbango Etone (15,39) e Tat'jana Lebedeva (15,32)

## Palmarès
| Anno | Manifestazione          | Sede              | Evento         | Risultato | Prestazione | Note                                     |
| ---- | ----------------------- | ----------------- | -------------- | --------- | ----------- | ---------------------------------------- |
| 2001 | Giochi del Mediterraneo | Tunisi            | Salto triplo   | 5ª        |             |                                          |
| 2002 | Europei                 | Monaco di Baviera | Salto triplo   | 7ª        | 14,15 m     |                                          |
| 2003 | Mondiali                | Parigi            | Salto triplo   | 8ª        | 14,34 m     | Miglior prestazione personale            |
| 2004 | Mondiali indoor         | Budapest          | Salto triplo   | Bronzo    | 14,73 m     |                                          |
| 2004 | Giochi olimpici         | Atene             | Salto triplo   | Argento   | 15,25 m     |                                          |
| 2005 | Europei indoor          | Madrid            | Salto triplo   | 10ª       | 13,92 m     |                                          |
| 2005 | Giochi del Mediterraneo | Almería           | Salto triplo   | Bronzo    | 14,33 m     |                                          |
| 2005 | Mondiali                | Helsinki          | Salto triplo   | 5ª        | 14,64 m     |                                          |
| 2006 | Europei                 | Göteborg          | Salto in lungo | 10ª       | 6,41 m      |                                          |
| 2006 | Europei                 | Göteborg          | Salto triplo   | Argento   | 15,05 m     | Miglior prestazione personale stagionale |
| 2007 | Mondiali                | Osaka             | Salto triplo   | dq        | dq          |                                          |
| 2008 | Mondiali indoor         | Valencia          | Salto triplo   | dq        | dq          |                                          |
| 2008 | Giochi olimpici         | Pechino           | Salto in lungo | dq        | dq          |                                          |
| 2008 | Giochi olimpici         | Pechino           | Salto triplo   | dq        | dq          |                                          |